# Pheidole elegans
Pheidole elegans är en myrart som beskrevs av Horace Donisthorpe 1938. Pheidole elegans ingår i släktet Pheidole och familjen myror. Inga underarter finns listade i Catalogue of Life.